# دوماغوج أنتوليتش
دوماغوج أنتوليتش (بالإسبانية: Domagoj Antolić) (30 يونيو 1990 بزغرب في كرواتيا - ) هو لاعب كرة قدم كرواتي في مركز الوسط لعب سابقاً في نادي ضمك السعودي.

## وصلات خارجية
- دوماغوج أنتوليتش على موقع اتحاد كرواتيا (الكرواتية)
- دوماغوج أنتوليتش على موقع قاعدة بيانات كرة القدم.إي يو (الإنجليزية)
- دوماغوج أنتوليتش على موقع ناشيونال فوتبول تيمز (الإنجليزية)
- دوماغوج أنتوليتش على موقع Soccerbase.com (لاعب) (الإنجليزية)
- دوماغوج أنتوليتش على موقع Soccerway.com (الإنجليزية)
- دوماغوج أنتوليتش على موقع عالم كرة القدم.نت (الإنجليزية)
- دوماغوج أنتوليتش على موقع AS.com (الإسبانية)